# جرج دوم یونان
جرج دوم(به یونانی:Γεώργιος Β؛ ۲۰ ژوئیه ۱۸۹۰ – ۱ آوریل ۱۹۴۷) از ۱۹۲۲ تا ۱۹۲۴ و سپس از ۱۹۳۵ تا ۱۹۴۷ میلادی به عنوان شاه یونان حکومت کرد.

## اولین دوره حکومت
در ۱۹۲۰ میلادی، الکساندر شاه یونان درگذشت و به سرعت مطابق همه‌پرسی در این کشور، کنستانتین اول برای دومین بار به قدرت رسید. در همین زمان در ۲۷ فوریه ۱۹۲۱ در بخارست، جرج با شاهزاده الیزابت رومانی دختر فردیناند اول و ملکه ماریا رومانی ازدواج کرد. زمانی که ترک‌ها در نبرد دولومپینار در جنگ یونان و ترکیه (۱۹۲۲–۱۹۱۹) پیروزی بزرگی بر یونانیان بدست آوردند، ارتش شاه کنستانتین را وادار به کناره‌گیری کرد و جرج را در ۲۷ سپتامبر ۱۹۲۲ بر تخت سلطنت نشانید.
اما در این بین کشور درگیر شور انقلابی شده بود. در ۱۹ دسامبر ۱۹۲۳ جرج به دلیل اوضاع انقلابی، کشور را ترک کرد و همراه همسرش به رومانی رفت. در ۲۴ مارس سال بعد، رسماً نظام پادشاهی یونان سقوط کرد و حکومت جمهوری جای آن را گرفت.
همسر جرج در بخارست اقامت گزید؛ در حالی که، خود او مرتباً به بریتانیا یا به فلورانس برای دیدار مادرش می‌رفت. این موضوع عاقبت به جدایی و طلاق این دو در ۶ ژوئیه ۱۹۳۵ انجامید.

## بازگشت به سلطنت
یونان میان سالهای ۱۹۲۴ تا ۱۹۳۵ موانع و مشکلات زیادی را پشت سرگذاشت. ۲۳ بار تغییر دولت، یک نظام دیکتاتوری و ۱۳ کودتا همگی کشور را از هرنظر فلج ساخته بود. در نتیجه، هنگامی که ژنرال جورجیوس کوندیلیس، در ۳ نوامبر ۱۹۳۵ میلادی، همه‌پرسی در کشور به اجرا درآورد، ۹۸% یونانی‌ها به بازگشت سلطنت رای دادند. جرج به کشور بازگشت. به دلیل حوادث اخیر و مرگ سیاستمداران مشهور یونان (از جمله کوندیلیس) قدرت به نخست‌وزیر لوآنیس متازاس رسید. جرج تمامی اختیارات را به او سپرد و به وی اجازه داد رژیم دیکتاتوری را بر کشور حاکم کند.

## جنگ جهانی دوم

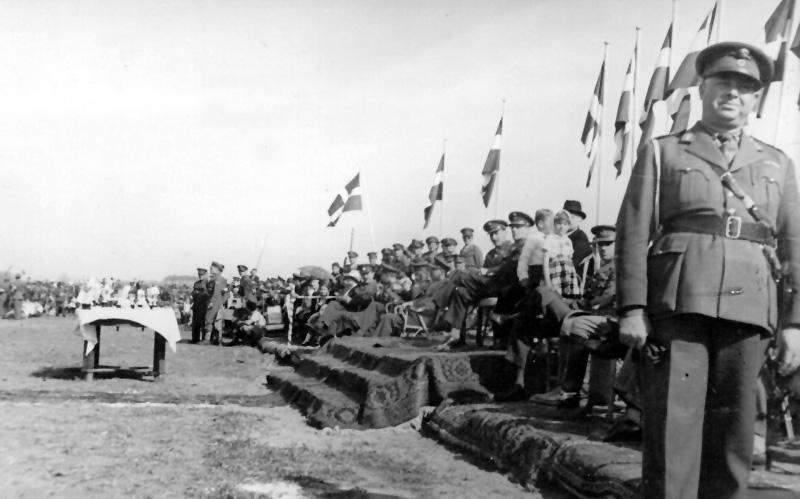
جرج دوم یونان از سربازان یونانی در نتانیا، فلسطین، 1944 بازدید می کند

شاه جرج دوم در ابتدای بروز جنگ جهانی دوم، گرایش به بریتانیا داشت. در ۲۸ اکتبر ۱۹۴۰ متازاس اولتیماتوم ایتالیا را، که در آن زمان در کنترل فاشیست‌ها بود، در مورد استقرار یافتن نیروهای ایتالیایی در یونان را رد کرد، ارتش ایتالیا به یونان حمله کرد. یونانی‌ها به خوبی مقاومت کرده و حتی موفق به تصرف نیمه جنوبی آلبانی شدند اما هنگامی که ارتش آلمان نازی در ۶ آوریل ۱۹۴۱ به بلغارستان حمله کرد، یونان و متحدش، بریتانیا، مغلوب شدند و کلیه سرزمین اصلی یونان به تصرف نازی‌ها درآمد. شاه جرج نیز در ابتدا به کرت و سپس به مصر نزد ملک فاروق گریخت.

## بازگشت به یونان و مرگ
جنگ جهانی دوم در ۱۹۴۵ به پیروزی متفقین بر قدرت‌های محور رسماً به پایان رسید و یونان نیز آزاد شد. در ۲۶ سپتامبر ۱۹۴۶، شاه جرج به کشور بازگشت؛ سرزمینی که اکنون دچار بی‌ثباتی سیاسی و سقوط اقتصادی شده بود. او سرانجام در ۱ آوریل ۱۹۴۷ بر اثر تصلب شرایین درگذشت و برادر جوان‌ترش، پائول، جانشین وی شد. جمله معروفی از او به جا مانده که می‌گوید: مهم‌ترین ابزار برای شاه یونان، یک چمدان است. 